# 3738-as busz
A 3738-as jelzésű autóbuszvonal Miskolc, Kistokaj és Sajópetri között húzódó regionális vonal, amelyet a Volánbusz Zrt. üzemeltet.

## Útvonala

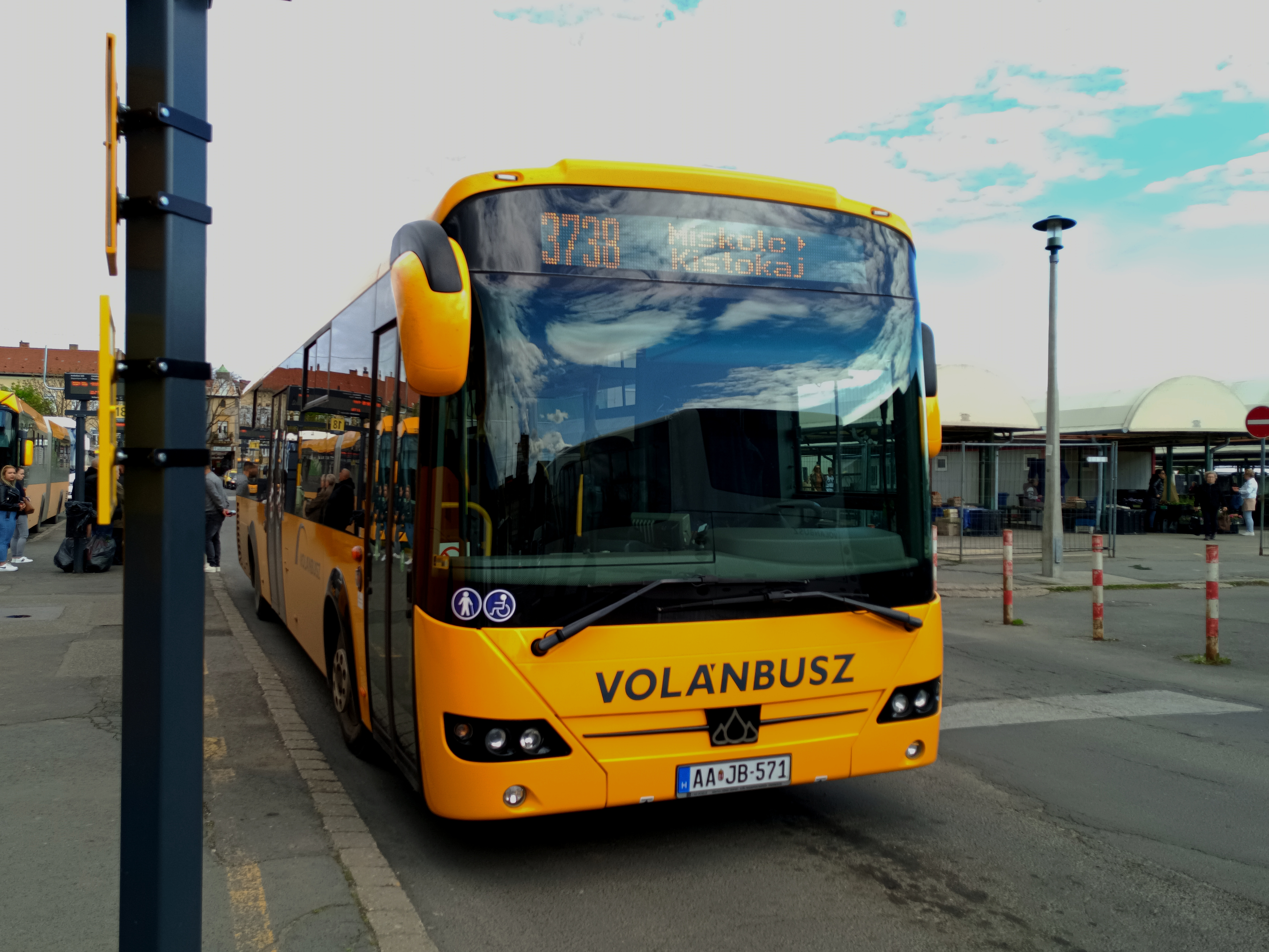
Indulására vár

A miskolci autóbusz-állomásról indul. Kettő útvonalon közlekedik, járatainak legnagyobb része a 3-as főúton halad Szikszó felé, itt egyből legágazik a Soltész Nagy Kálmán útra, majd a következő kereszteződéstől a villamosvonallal párhuzamosan, utána a Tiszai pályaudvar közelében kanyarog. Útja Martinkertvároson át vezet, majd a megyeszékhely Szirma településrészén, 2024 szeptemberéig egyedüli Volánbusz busz közlekedett itt (ezen dátumtól a 3752-es busz egyik munkanapi párja is). Keresztezi a 304-es főutat, ide csatlakozik be a másik irányból érkező indítás, mely a 3-as főút Mezőkövesd felé tartó szakaszán és Hejőcsabán megy. Első települése Kistokaj, autóbusz-fordulójában végállomásozik a legtöbb busz, azonban több másik járat egészen Sajópetriig hajt.

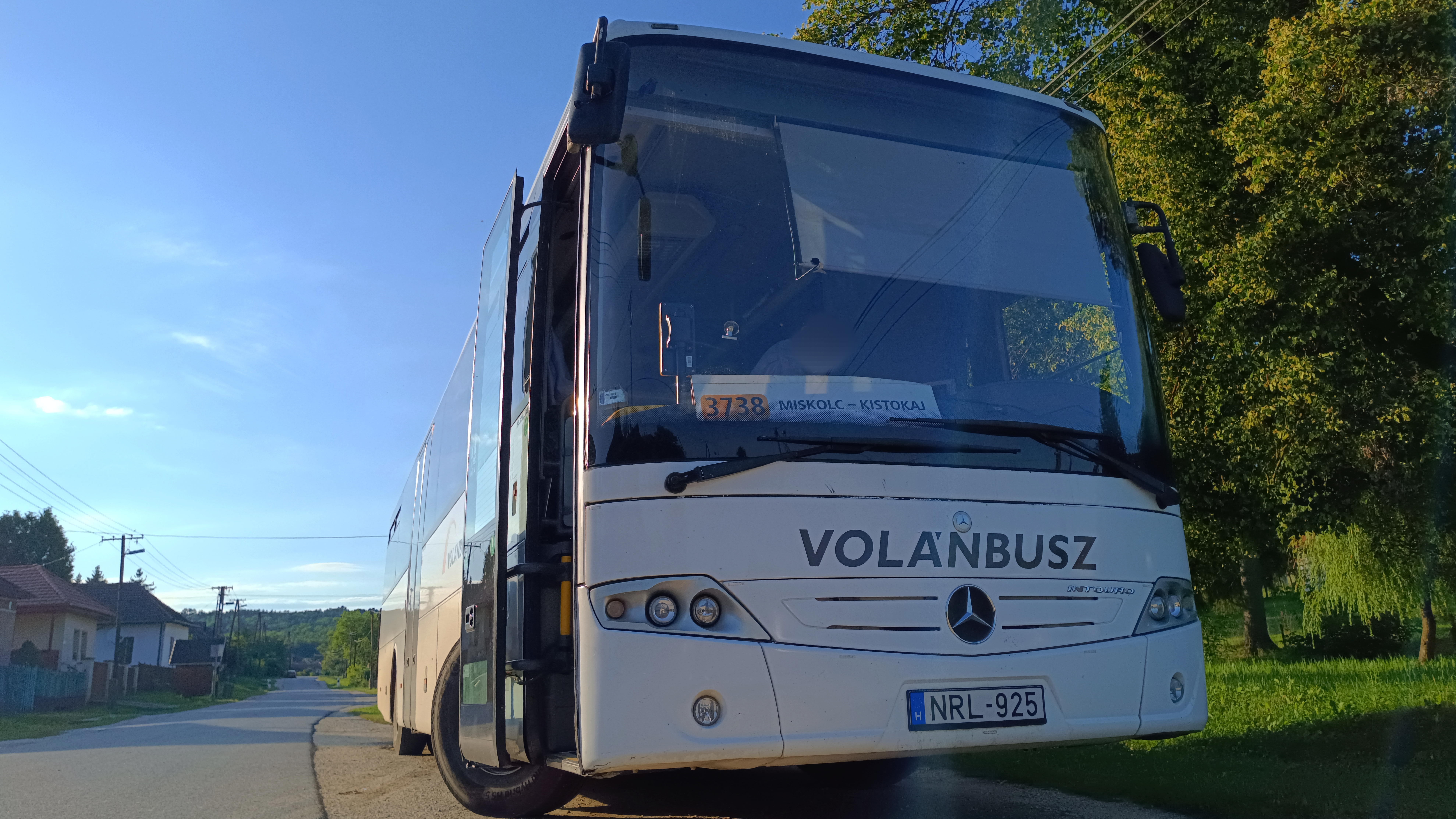
Munkanapja végére ért

## Közlekedése
Indítássai minden nap történnek, sűrű rendszerességgel. Kistokaj községet ez a vonal szolgálja ki jelentősen, Sajópetri település kedvezőbben Sajólád és Ónod felől van összekapcsolva a tömegközlekedési hálózattal.
| Viszonylat                                     | Indításszám       | Közlekedési rend          |
| ---------------------------------------------- | ----------------- | ------------------------- |
| Miskolc, aut. áll. – Kistokaj, aut. ford.      | 16 pár            | tanítási napokon          |
| Miskolc, aut. áll. – Kistokaj, aut. ford.      | 17 oda, 16 vissza | tanszünetben munkanapokon |
| Miskolc, aut. áll. – Kistokaj, aut. ford.      | 11 pár            | hétvégén                  |
| Miskolc, aut. áll. – Sajópetri, Szabadság u.   | 4 oda, 3 vissza   | tanítási napokon          |
| Miskolc, aut. áll. – Sajópetri, Szabadság u.   | 1 pár             | tanszünetben munkanapokon |
| Sajópetri, Szabadság u. ➝ Kistokaj, aut. ford. | 1 oda             | tanítási napokon          |

## Megállóhelyei

### Miskolc – Szirma – Kistokaj – Sajópetri
| 0  | Miskolc, autóbusz-állomás végállomás            | 0.0 km  | 1, 1G, 3, 3A, 4, 7, 11, 12G, 20, 20A, 24, 28, 32, 34G, 35, 43, 44, 45, 101B, 900, 914, 935 1050, 1053, 1369, 1370, 1372, 1373, 1374, 1375, 1376, 1377, 1380, 1381, 1383, 1384, 1410, 1411 3700, 3701, 3702, 3703, 3704, 3705, 3706, 3707, 3708, 3709, 3710, 3711, 3712, 3714, 3715, 3716, 3717, 3718, 3719, 3720, 3721, 3722, 3723, 3724, 3726, 3727, 3728, 3729, 3730, 3731, 3733, 3734, 3735, 3736, 3737, 3739, 3740, 3741, 3742, 3743, 3744, 3745, 3746, 3747, 3748, 3749, 3750, 3751, 3752, 3753, 3754, 3755, 3757, 3760, 3761, 3764, 3765, 3766, 3767, 3770, 3772, 3773, 3774, 3775, 3776, 3777, 4019 |
| 1  | Miskolc, Soltész Nagy Kálmán utca               | 0.7 km  | 1, 1G, 1VP, 3, 4, 7, 12G, 20, 32, 34, 35, 101B, 900, 935 3706, 3724, 3726, 3752 1, 1A, 2 |
| 2  | Miskolc, Selyemrét                              | 1.3 km  | 1, 1G, 1VP, 3, 7, 12G, 14G, 20, 21, 21G, 30, 31, 32, 34G, 35, 35G, 900, 901, 935, Auchan 1 3706, 3724, 3726, 3751, 3752 1, 1A, 2 |
| 3  | Miskolc-Tiszai pályaudvar                       | 2.1 km  | 1, 1G, 1VP, 3, 3A, 8, 12G, 21, 30, 31, 101B, 900, 901, 935 1383 3706, 3724, 3726, 3751, 3752, 3753, 3755, 3764 IC, expresszvonat, InterRégió, sebesvonat, személyvonat – Miskolc-Tiszai (80, 90, 92, 94) 1, 1A, 2 |
| 4  | Miskolc-Rendező pályaudvar                      | 2.6 km  | 3, 3A 3752 |
| 5  | Miskolc, Martinkertváros központ                | 3.3 km  | 3 3752 |
| 6  | Miskolc, Berzsenyi utca                         | 4.2 km  | 3, 3A 3752 |
| 7  | Miskolc (Szirma), iskola                        | 5.9 km  | 3 3752 |
| 8  | Miskolc (Szirma), Erkel Ferenc utca             | 7.4 km  | 3, 45 3752 |
| 9  | Kistokaj, Szabó Lőrinc utca                     | 9.6 km  | 3752 |
| 10 | Kistokaj, községháza                            | 10.2 km | 3752 |
| 11 | Kistokaj, Széchenyi utca 75.                    | 10.5 km | 3752 |
| 12 | Kistokaj, temető                                | 10.9 km | 3752 |
| 13 | Kistokaj, autóbusz-forduló vonalközi végállomás | 11.4 km | 3752 |
| 14 | Kistokaj, temető                                | 11.9 km | 3752 |
| 15 | Sajópetri, autóbusz-forduló                     | 15.9 km | 3735, 3736, 3737, 3752, 3971 |
| 16 | Sajópetri, községháza                           | 16.7 km | 3735, 3736, 3737, 3752, 3971 |
| 17 | Sajópetri, Szabadság utca végállomás            | 17.2 km | – |

### Miskolc – Hejőcsaba – Kistokaj
| 0  | Miskolc, autóbusz-állomás végállomás            | 0.0 km  | 1, 1G, 3, 3A, 4, 7, 11, 12G, 20, 20A, 24, 28, 32, 34G, 35, 43, 44, 45, 101B, 900, 914, 935 1050, 1053, 1369, 1370, 1372, 1373, 1374, 1375, 1376, 1377, 1380, 1381, 1383, 1384, 1410, 1411 3700, 3701, 3702, 3703, 3704, 3705, 3706, 3707, 3708, 3709, 3710, 3711, 3712, 3714, 3715, 3716, 3717, 3718, 3719, 3720, 3721, 3722, 3723, 3724, 3726, 3727, 3728, 3729, 3730, 3731, 3733, 3734, 3735, 3736, 3737, 3739, 3740, 3741, 3742, 3743, 3744, 3745, 3746, 3747, 3748, 3749, 3750, 3751, 3752, 3753, 3754, 3755, 3757, 3760, 3761, 3764, 3765, 3766, 3767, 3770, 3772, 3773, 3774, 3775, 3776, 3777, 4019 |
| 1  | Miskolc, Vörösmarty út (↓)                      | 1.0 km  | 3A, 14G, 21, 21G, 24, 32, 35, 45, 901, Auchan 1 1050, 1369, 1370, 1372, 1375, 1376, 1377, 1380, 1381 3739, 3740, 3741, 3742, 3743, 3744, 3745, 3746, 3747, 3748, 3749, 3750, 3751, 3752, 4019 |
| ∫  | Miskolc, Corvin utca (↑)                        | ∫       | 20, 28, 34, 35, 43, 44, Auchan 1 1369, 1370, 1372, 1375, 1376, 1377, 1410 3739, 3740, 3741, 3742, 3743, 3744, 3745, 3746, 3747, 3748, 3749, 3750, 3751, 3752, 4019 |
| 2  | Miskolc, Lévay József utca (↓)                  | 1.8 km  | 4, 30, 31, 32, 35G, 45 1369, 1370, 1377, 1381 3739, 3740, 3741, 3742, 3743, 3744, 3745, 3746, 3747, 3748, 3749, 3750, 3751, 3752, 4019 |
| ∫  | Miskolc, SZTK rendelő (↑)                       | ∫       | 14, 20, 21, 30, 31, 34, 36, 43, 44, 900, 914, 935 1369, 1370, 1377 3739, 3740, 3741, 3742, 3743, 3744, 3745, 3746, 3747, 3748, 3749, 3750, 3751, 3752, 4019 |
| 3  | Miskolctapolcai elágazás                        | 3.2 km  | 4, 14, 20, 24, 30, 32, 34, 36, 43, 44, 45, 900, 914, 935 1050, 1369, 1370, 1372, 1373, 1374, 1375, 1376, 1377, 1380, 1381, 1410, 1411 3739, 3740, 3741, 3742, 3743, 3744, 3745, 3746, 3747, 3748, 3749, 3750, 3751, 3752, 4019 |
| 4  | Miskolc (Hejőcsaba), gyógyszertár               | 4.3 km  | 4, 14, 43, 44, 45, 900, 914 1377, 1381 3739, 3740, 3741, 3742, 3743, 3744, 3745, 3746, 3747, 3748, 3749, 3750, 3751, 3752, 4019 |
| 5  | Miskolc (Hejőcsaba), cementgyár                 | 5.0 km  | 4, 14, 43, 44, 45, 900, 914 1377, 1381 3739, 3740, 3741, 3742, 3743, 3744, 3745, 3746, 3747, 3748, 3749, 3750, 3751, 3752, 4019 |
| 6  | Miskolc Görömböly bejárati út (↓)               | 5.8 km  | 4, 43, 44, 53 1377, 1381 3739, 3740, 3741, 3742, 3743, 3744, 3745, 3746, 3747, 3748, 3749, 3750, 3751, 3752, 4019 |
| 7  | Miskolc, harsányi útelágazás                    | 6.5 km  | 4, 43, 44, 53 1050, 1369, 1372, 1375, 1376, 1377, 1381 3739, 3740, 3741, 3742, 3743, 3744, 3745, 3746, 3747, 3748, 3749, 3750, 3751, 3752, 4019 |
| 8  | Kistokaj, Szabó Lőrinc utca                     | 10.7 km | 3752 |
| 9  | Kistokaj, községháza                            | 11.3 km | 3752 |
| 10 | Kistokaj, Széchenyi utca 75.                    | 11.6 km | 3752 |
| 11 | Kistokaj, temető                                | 12.0 km | 3752 |
| 12 | Kistokaj, autóbusz-forduló vonalközi végállomás | 12.5 km | 3752 |